# Ferlin steppar

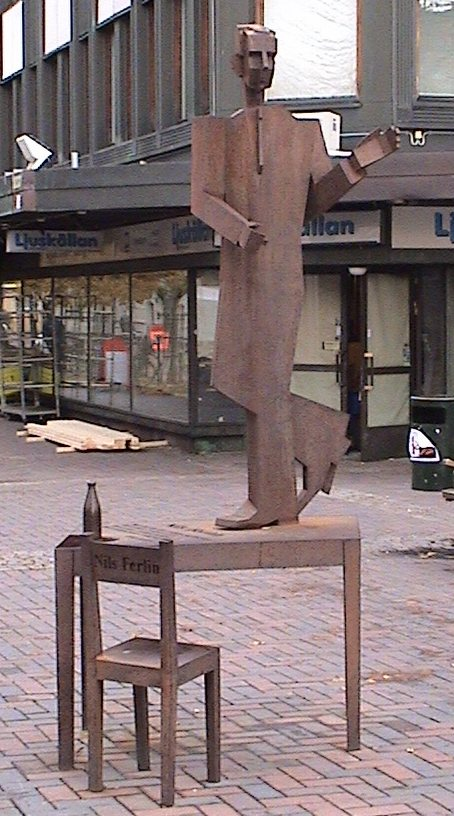
Skulpturen Ferlin steppar.

Ferlin steppar är en skulptur i cortenstål vid Stora torget i Karlstad  skapad av Thomas Qvarsebo.
I samband med 100-årsdagen av Nils Ferlins födelse i Karlstad beslutade Karlstads kommun 1998 att resa en skulptur. Fyra konstnärerna fick lämna förslag till en jury bestående av tre ledamöter ur kulturnämnden och två konstnärer. Juryn valde ett förslag från Ditte Reijers, varvid en av politikerna reserverade sig till förmån för förslaget från Vivianne Geijer. Kulturnämnden valde i slutändan Thomas Qvarsebos förslag.
Thomas Qvarsebo hade från början tänkt sig att Ferlin skulle steppa framför en uppslagen bok, men anpassade, efter det att han blivit ombedd, den färdiga skulpturen till att istället låta Ferlin steppa på ett bord. Skulpturen invigdes den 13 juni 2002
På bordet finns inskriptionen
| ” | Nils Ferlin Där får du åter steppa på borden Och dikta i månens ljus Ovan den ynkliga jorden Och människors stängda hus | „ |